# Венег (бог)
Венег (также известен как Унег) — бог неба и смерти в древнеегипетской мифологии. Венег выступал в роли защитника земли и людей против прихода «великого хаоса».

## Мифология
Первые упоминания о боге Венеге появились в Текстах пирамид, датируемых VI династией, в которых он описывается как бог смерти и умерший король. К нему обращались как к «сыну Ра».
В Текстах пирамид содержится несколько молитв с просьбой обеспечения безопасности королю по имени Венег, путешествующему по небу вместе с Ра в его небесной барке.
Отрывок из Текстов пирамид:
Ра пришёл, переправить царя на другую сторону,

как ты, переправивший твоих последователей,

растение-венег (wng-plant), которое ты любишь!
О ты, хранитель пути короля, кто искуссен в великих вратах,

ручающийся за царя, пред этими двумя великими и могущественными богами,

ибо царь на самом деле растение-венег, сын Ра,

который поддерживает небеса, который управляет землёй

и который будет судить богов!
Венег редко упоминался в качестве божества. В Текстах пирамид он отождествляется и приравнивается богу неба и воздуха Шу. Под именем «Венег» также известен египетский фараон II династии, чьё точное время и длительность правления остаются неизвестными.